# Sloterplas
De Sloterplas ligt in het midden van de Westelijke Tuinsteden in Amsterdam Nieuw-West.
De plas werd gegraven tussen 1948 en 1956 en heeft een maximale diepte van 37 meter.

## Geschiedenis en ligging
Het Slootermeer, gelegen in het laagveengebied tussen Sloten en Sloterdijk bestond sinds de Middeleeuwen en is mogelijk ontstaan is door afkalving van de oevers van het riviertje de Sloot. Door de overheersende zuidwestelijke wind kreeg het meer die richting en een langwerpige vorm. Tussen 1642 en 1644 werd het meer drooggelegd en ontstond de Sloterdijkermeerpolder met een slagenlandschap. Tot halverwege de twintigste eeuw bleef het gebied agrarisch. Een voorstel van Jac. P. Thijsse uit 1908 voor een recreatiebos aan de westkant van Amsterdam werd overgenomen in plannen uit het midden van de jaren twintig: Plan-Bos, Plan-Witteveen en een opzet voor een tuindorp van de gemeentelijke woningdienst.

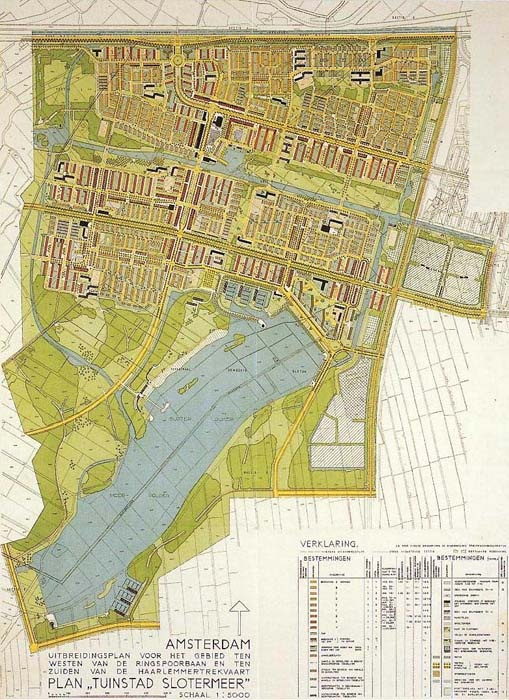
Het oorspronkelijke plan uit 1939 voor Slotermeer, Sloterplas en Sloterpark.

Het plan voor een plas kwam pas later, voor het eerst in een schets uit 1929 van Cornelis van Eesteren voor de Ringzone West. Bij de uitvoering van het Algemeen Uitbreidingsplan (A.U.P.) van 1935 werd de laaggelegen polder in de voormalige gemeente Sloten uitgegraven tot recreatieplas als middelpunt van de Westelijke Tuinsteden. Voor inspiratie reisden Van Eesteren en zijn collega's langs Engelse en Duitse parken en de bastions van de Maschsee in Hannover, die in 1935 uitgraven werd, zijn vrijwel gekopieerd. Enkele elementen, zoals het Grote Parkeiland zijn in de romantische traditie van de Engelse landschapsstijl, maar het ontwerp is overwegend in de daarvan afgeleide functionalistische landschapsstijl, die te zien is in de rechte delen aan de Oostoever van de plas. De Sloterplas loopt over de hele zuidwest-as van het Sloterpark, dat te midden van de nieuwe wijken werd gerealiseerd. De vruchtbare bovenlaag van veen en klei werd gebruikt voor ophoging van het recreatiegebied rond de plas.
Voor ophoging van de nieuw te bouwen tuinsteden Slotermeer, Geuzenveld, Slotervaart en Osdorp werd de plas tussen 1948 en 1956 tientallen meters uitgediept tot een zandgat van 45 meter diep. Door het storten van puin werd de uiteindelijke diepte 38 meter.

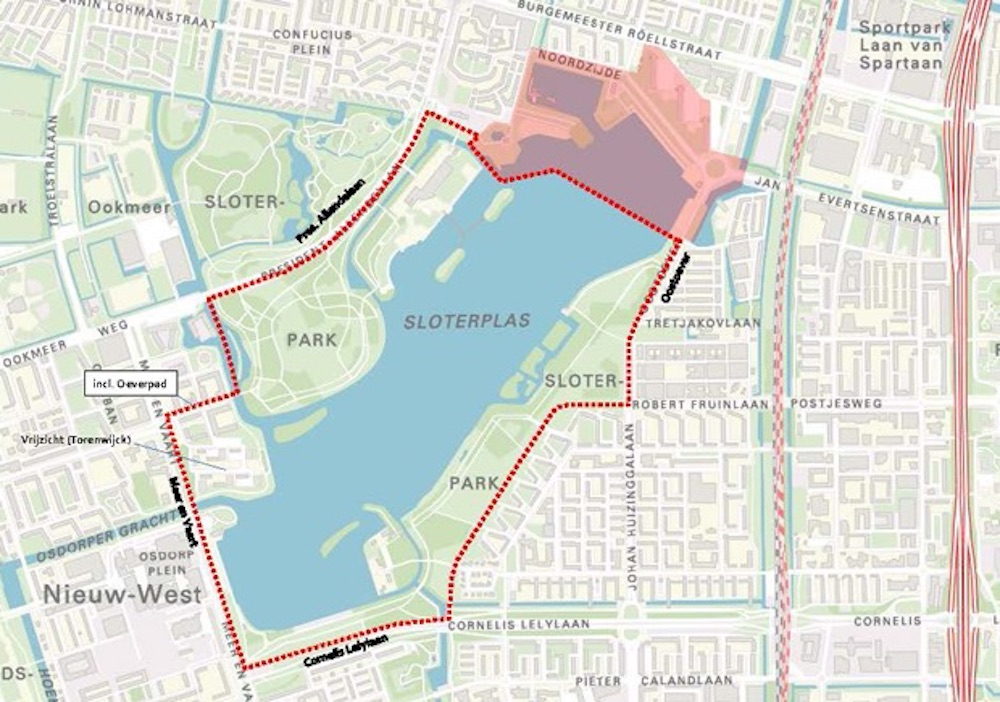
Begrenzingen beschermd stadsgezicht Sloterplas en oevers (2024).

In 1957 werd aan de noordwestkant van de plas het openlucht-Sloterparkbad geopend, in 1973 verrees hier tevens een overdekt zwembad (50 meterbad), met in 1974 ook buitenbaden, dat in 2001 werd vervangen door een nieuw gebouw voor de (wedstrijd-)zwemsport. Ten noorden van het zwembad ligt aan de noordwestoever een recreatiestrand, dat in mei 2017 'Sloterstrand' werd gedoopt.
De Sloterplas wordt gebruikt voor zeil-, kano-, hengel- en duiksport. Nabij de Oostoever bevindt zich sinds 1966 het oudste onderwaterhuis van Nederland, de 'Cockel Bockel'. In juni 2006 werd in en om de plas voor het eerst een triatlon gehouden. Jaarlijks vindt in oktober de Sloterplasloop plaats, een hardloopwedstrijd rond de Sloterplas. Zowel aan de noordwestkant als aan de zuidoostkant ligt een haventje voor zeil- en motorboten.
De Sloterplas ligt op polderpeil (NAP -2.10) en is via verschillende grachten met de stad en met de Ringvaart van de Haarlemmermeer verbonden. Via de Burgemeester Cramergracht en de schutsluis aldaar (Cramergrachtsluis) met het stadsboezempeil (NAP -0.40) van de Burgemeester Van Tienhovengracht en de Erasmusgracht. Via de Slotervaart is er een verbinding naar de Westlandgrachtschutsluis, die de peilscheiding vormt met het stadsboezempeil van de Westlandgracht (NAP -0.40). Bij het dorp Sloten ligt de Akersluis, die de peilscheiding vormt tussen de Slotervaart en het boezempeil van de Ringvaart van de Haarlemmermeer (NAP -0.60).
Bij de instelling van de Amsterdamse stadsdelen in 1990 werd de Sloterplas verdeeld over de drie aanliggende stadsdelen Geuzenveld-Slotermeer, Slotervaart en Osdorp. Sinds 1 mei 2010 ligt de plas in één stadsdeel: Amsterdam Nieuw-West.

### Gemeentelijk beschermd stadsgezicht
Het noordelijk deel bij de noordoever van de Sloterplas werd op 18 oktober 2017 aangewezen als gemeentelijk beschermd stadsgezicht. Als belangrijkste reden werd aangevoerd dat het nog een vrijwel ongeschonden deel is van het Algemeen Uitbreidingsplan en de samenhang van stedelijke bebouwing en open ruimten. Van oost naar west: de Oostoever (het gedeelte dat op een dam ligt), het paviljoen Oostoever met het stippenterras, het zicht op de drie galerijflats aan de Burgemeester Hogguerstraat, de boulevard langs de Sloterplas en de haven aan de Sloterplas tot aan het westelijk bastion (ten zuiden van de haven).
Naar aanleiding van een aanvraag van Heemschut heeft de gemeenteraad van Amsterdam op 28 maart 2024 de gehele Sloterplas en oevers aangewezen als gemeentelijk beschermd stadsgezicht.

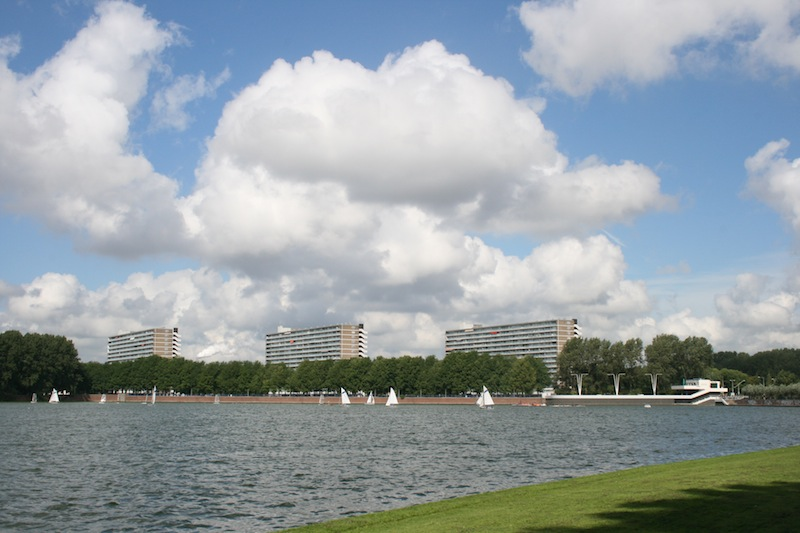
Sloterplas met flats aan de Noordzijde.
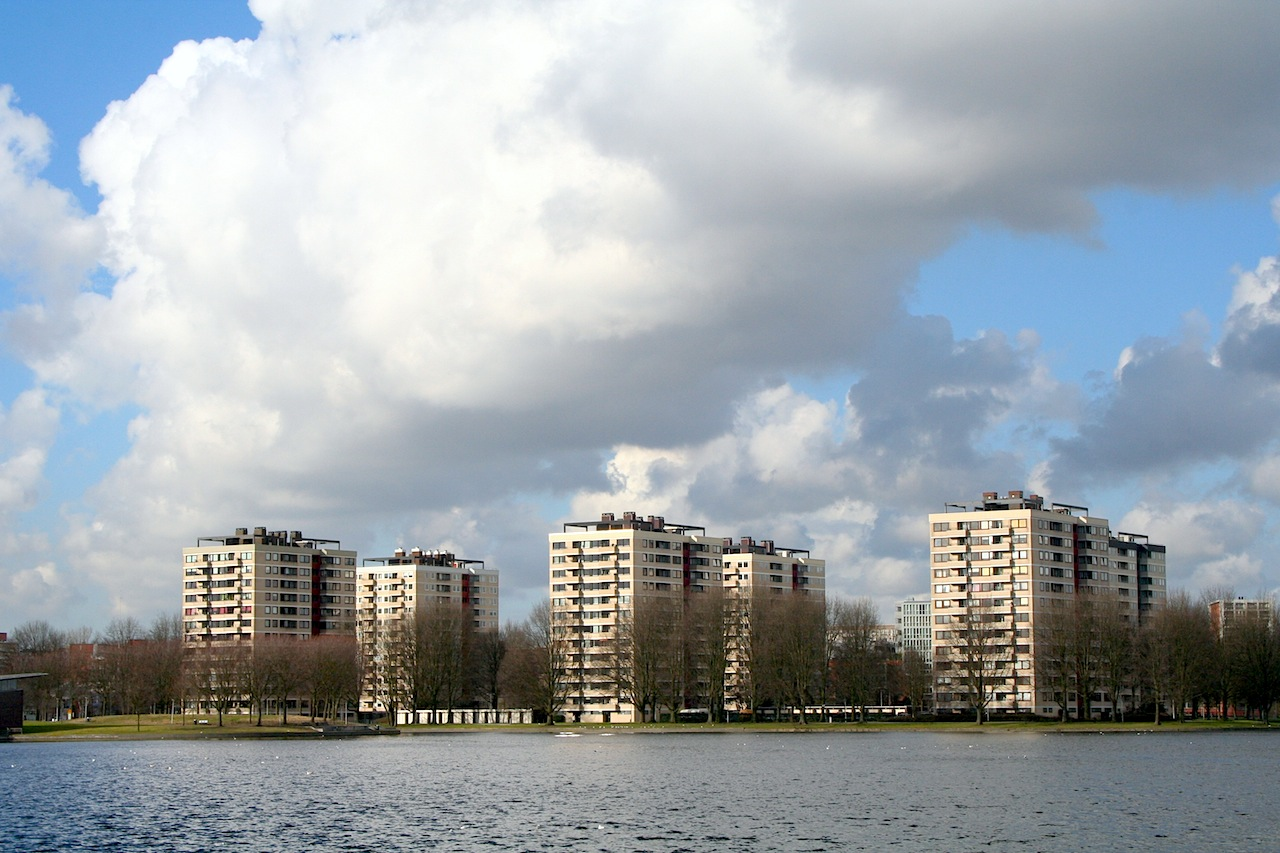
Sloterplas met Torenwijck in Osdorp gezien vanaf de zuidelijke oever.